# Якуб аль-Кіркісані
Якуб аль-Кіркісані - караїмський філософ, богослов і екзегет X століття.

## Біографія
Кіркісані отримав своє прізвисько за місцевістю Каркасан, поблизу Багдада. Писав він в 20-х і 30-х роках X століття; таким чином, він був молодшим сучасником Сааді Гаона. З обставин його життя відомо лише те, що він багато подорожував не тільки по Іраку (Вавилонії), але бував також в Персії й Індії і всюди спостерігав звичаї країн, після чого скористався своїми спостереженнями для пояснення Святого Письма. Так, наприклад, для пояснення, чому Мордехай не хотів кланятися Аману, Кіркісані приводив звичай індійців зображати на своїх верхніх сукнях богів-ідолів і свої святині, як він це бачив в Індії. "Ймовірно, - каже Кіркісані, - Гаман також носив плаття з такими зображеннями".
Головною метою подорожей Кіркісані було ознайомлення на місцях з релігійним станом своїх одновірців-караїмів, які в той час роздрібнилися на безліч дрібних сект і течій. Він повідомив, як очевидець, про караїмів у Джебалі (стародавній Мідії), Багдаді, Басрі, Ісфагані, Тустері (Шустері), Хорасані і тощо. Ставлячись з великою повагою до особистості Анана та визнаючи його заслуги як засновника караїмського віровчення, Кіркісані, однак, вельми часто критикував тлумачення Святого Письма і релігійні постанови, які полягають в ананівській «Книзі законів» (або інакше «Книзі розпоряджень»), так само як і думки ананітів.
Кіркісані вважають автором таких праць, написаних арабською: «Кітаб аль-Анвар вал-Маракіб» (כתאנ אלאנואר ואלמראקנ, «Книга світил і спостережних пунктів»), «Кітаб аль-Ріад вал-Хадаік» (כתאנ אלריאץ ואלחדאיק, «Книга садів і квітів», тлумачення місць П'ятикнижжя, які не стосуються законів),«Тафсир Аюб» (תפסיר איונ, коментар на книгу Іова),«Тафсир Когелет» (תפסיר קהלת, коментар на книгу Еклезіаста), «Кітаб аль-Таухид» (כתאנ אלתוחיד, Книга про єдинобожжя), «Кітаб фі аль-Каул ала аль-Тарджама» (כתאנ פי אלקול עלי אלתרגמה, «Книга про переведення Священного Писання з єврейської на інші мови»).
Перший і найголовніший твір автора «Книга світил» поділяється на 13 відділів: перший - вступ, що складається з 19 глав (цей відділ, що включає огляд всіх єврейських сект, відомих автору, виданий в «Записках східного Відділу Археологічного товариства», том VIII); другий відділ складається з 28 глав і трактує необхідність дослідження і критики в релігійних справах; третій відділ включає в себе 25 розділів і містить заперечення проти різних іншовірних сект; четвертий - 68 глав, де йдеться про способи для досягнення знання законів (про номоканонічні правила); п'ятий - 40 глав, про закони обрізання й суботу, шостий - 104 глави, про решту (крім заповіді про суботу) дев'ять заповідей; сьомий - 21 глава, про закони, що належать до молодика і часу дозрівання хлібних рослин (абіб, אנינ); восьмий - 15 глав, про свято Шавуот і про визначення часу міжвечірря; дев'ятий - 24 глави, про всі інші свята; десятий - 66 глав, про левитську нечистоту тварин і людей; одинадцятий - про заборонені шлюби і про левіратний шлюб (одруження на вдові бездітного брата); дванадцятий - 42 глави, про заборони, які стосуються їжі, одязі і посіві, про ціціти (дармовиси на краях одягу); тринадцятий, і останній, - 14 глав, про закони успадкування.
При кожному законі Кіркісані наводить думку раббанітів, своїх попередників з караїмів, починаючи з Анана, і думки різних апологетів і неупереджено, наскільки це можливо для караїма, дебатує про них; завдякою цьому легко побачити, що позначений твір є велику цінністю для історії законодавства, екзегетики і догматичного богослов'я не тільки караїмів, а й інших давніх і середньовічних релігійних течій. Ось чому деякі єврейські вчені, яким було відомо про Кіркісані, кажучи про караїмські авторитети, ставлять його на перший план після Анана. Так, історик Авраам ібн-Дауд в «Сефер ха-Каббала» говорить: «Ні Анану, ні Каркасані, главам єресі», а також єгипетський рабин, молодший сучасник р. Йосипа Каро, р. Яків Кастро, в своїх респонсах: «З двох авторитетних поскім (децізорів), на яких караїми покладаються, Анана та Каркасані».
Кіркісані часто полемізував з давніми рабинами, особливо наголошуючи на агадічні вислови і містичні твори, і з сучасниками, Сааді Гаоном і Яковом бен-Ефраїмом з Палестини, упорядником коментаря на єрусалимський Талмуд. Деякі заперечення Сааді безіменним караїмським письменникам спрямовані, ймовірно, і проти Кіркісані. З тієї причини, що візантійські, а за ними пізніші єгипетські караїмські автори помилково називали Кіркісані Йосипом замість Якова, його часто змішували Йосипом аль-Басір (Гарое). Існує в рукописах Імператорської публічної бібліотеки витяг з двох названих творів Кіркісані, складене якимось Мойсеєм бен-Соломоном Гасікні.